# シャンカー・バラスブラマニアン

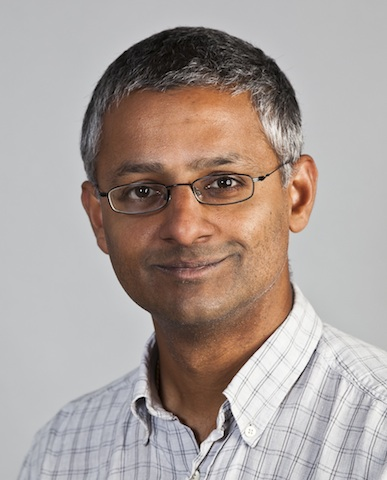
シャンカー・バラスブラマニアン

シャンカー・バラスブラマニアン（Shankar Balasubramanian, 1966年9月30日 - ）はイギリスの生化学者。ケンブリッジ大学教授（医薬品化学）。主な業績は、従来のサンガー法に代わる新たなDNA配列決定法（NGS解析）の開発。
インド・チェンナイ生まれ。1967年に渡英し、チェシャーで育つ。1991年ケンブリッジ大学からPh.D.取得。ペンシルベニア州立大学で博士研究員となった後、1998年にケンブリッジ大学講師、2007年にケミカルバイオロジーの教授に就任、2008年から現職。2012年王立協会フェロー選出。

## 受賞歴
- 2002年 - コーディー・モーガン賞
- 2013年 - テトラヘドロン賞
- 2018年 - ロイヤル・メダル
- 2020年 - ミレニアム技術賞
- 2022年 - 生命科学ブレイクスルー賞
- 2023年 - クラリベイト引用栄誉賞
- 2024年 - 全米発明家殿堂選出
- 2024年 - ガードナー国際賞
- 2025年 - プレローグ・メダル

## 参照
- Homepage
- Balasubramanian Group